# 史館
史館（しかん）とは、中国北宋時代に宮中に置かれ、史料・図書を所蔵・管理した施設。昭文館・集賢館とともに「三館」とも称された。

## 概要
監修国史を兼ねる宰相を責任者とし、その下に史館修撰・同史館修撰・直史館などが置かれた。とは言え、国史・実録を編纂する時以外は常設の官職ではなく、もっぱら名誉職的な意味合いが強かった。更に実際の編纂時にも国史院や実録院のような臨時の機関が置かれていた。そのため、南宋に入ると、国史院の方が常設とされ、史館は置かれなくなった。